# Un trío de tres
Un trío de tres es una película de comedia mexicana de 1960 dirigida por Carlos Orellana y protagonizada por Manuel Palacios «Manolín» y Pompín Iglesias, junto a las actrices, Martha Roth y Martha Elena Cervantes.

## Argumento
Marthita llega a una oficina donde se ha cometido multihomicidio. Cuando quiere huir llega un
policía que le dice la "Zorra" y ella dice ser la "Gata Veloz" y que no es la asesina. Mientras eso
sucede, entra el gerente y los muertos resucitan y se van a trabajar, ya que solo se
trataba de un ensayo y ahora es momento de iniciar su labor. El señor Canuto le dice al gerente que
accede a hacer sus actuaciones por amor a Marthita. El gerente regaña a Marthita y la despide, pero
después rectifica y le da un puño de cartas de agencias investigadoras.
Una de esas agencias, llamada "SINPRISA" (Sociedad de Investigadores Privados, S. A.), es atendida
por Manolín y Pompín. En el despacho de SINPRISA Manolín y Pompín reciben una llamada de Marthita y hacen una cita con ella para la tarde. Cuando Manolín y Pompín llegan Marthita está haciendo otro de sus ensayos, pero Manolín y Pompín engañados les dan una golpiza a los "ladrones". Después se aclara que solo era un ensayo y Marthita les paga a los actores por sus servicios y les pide disculpas. Al irse los actores, Marthita les explica que quiere que le ayuden a cuidar a un multimillonario
bllamado Floripondio del Valle, que está asegurado en la compañía de seguros donde ella trabaja. Su
hermana Violeta sospecha que unos parientes lo quieren asesinar.
Cuando Marthita va a ofrecer sus servicios a Violeta, entran unos ladrones y asaltan la caja de la
compañía de seguros. Manolín y Pompín se dan cuenta, pero creen que se trata de otro ensayo. Los delincuentes provocan que se enojen, por lo que Manolín y Pompín los desarman y los persiguen, logrando detenerlos. El gerente les da unas medallas de condecoración. Canuto se pone celoso de que Marthita admire a los detectives.
La compañía de seguros hace una fiesta y todos son invitados, incluidos los detectives. Durante la
fiesta se apagan las luces. Cuando todo está oscuro llegan unos ladrones, por lo que se aparece de repente la "Gata Veloz". Todo era una escenificación, así que se van a tomar unos tragos. 
Marthita les da instrucciones para la misión. Los detectives llegan a la casa y empiezan a explorar la casa. Durante el recorrido,
Marthita se encuentra al mayordomo, quien le ofrece enseñarle el pasillo secreto. Cuando llegan a
tal pasillo, el mayordomo le enseña un armario escondido. Mientras Violeta habla con los detectives, lanzan una piedra por la ventana, que lleva un mensaje ordenándoles irse.
De la parte de arriba sale Floripondio, les dice que se siente en peligro, y escuchan una voz amenazándolos. Manolín y Pompín toman unos detectores y se ponen a rastrear la casa. En el proceso se escuchan voces que los corren. Marthita los lleva al pasillo secreto y ahí ven que conecta al salón.
Marthita le dice a Violeta que deben ofrecer una fiesta para poder descubrir a los sospechosos, así
que todos se preparan para la misma. Marthita llega a la fiesta, a la que asisten todos los
parientes de Floripondio, y se dedica a estudiar a cada uno de ellos mientras Violeta canta.
Manolín conecta la grabadora en la biblioteca y graba la canción, dejando conectada la grabadora.
Un trío de parientes interroga al mayordomo, y al decirles este que Floripondio está bien de salud,
declaran que se impone la acción directa. Después llega el mayordomo a llamar a otro trío de
familiares, los De la Higuera, y solo acude uno de ellos mientras los otros miran un arma. Los primos que decidieron la acción directa, Girasol, Crisantemo y Mastuerzo, van con Floripondio a
tratar de intimidarlo. Marthita lleva a Gloria y a Canuto al pasillo secreto, y luego se van al salón, donde Manolín canta una canción. 
El mayordomo le pasa una llamada telefónica a Floripondio y cuando éste contesta, lo amenazan de
que va a morir a las doce en punto. La sirvienta le lleva un mensaje que dice exactamente lo mismo.
Al ver la reacción de Floripondio, Canuto sonríe malevolamente. Floripondio les enseña el mensaje y
los detectives tratan de tranquilizarlo. Mientras tanto, los primos se encierran en la biblioteca y
hacen los planes para asesinarlo con veneno. Entonces van con la sirvienta a pedirle cuatro copas
de coñac.
Floripondio atrasa el reloj para tratar de vivir más, pero una voz le advierte que eso es inútil.
La sirvienta lleva las copas y los primos le vacían el contenido de una botellita, indicándole que
esa es la de Floripondio.  En eso Manolín se tropieza con ella y le tira las copas, así que por el
momento se frustra el plan.
Manolín lleva a la biblioteca a Marthita, donde le pone la grabación de la
canción. Pero en lugar de canción, se escucha lo que estuvieron platicando los primos. Antes de que
terminen de escuchar, llega Violeta a decirles que Floripondio está muy mal, por lo que acuden a
donde él está, y ven que de los nervios Floripondio no puede ni hablar. Suenan las doce campanadas
y se asoma una pistola que balacea a Floripondio.
Manolín y Pompín entran al pasillo secreto a buscar, mientras en el salón Canuto pregunta con sorna
a Marthita si dará pronto con el asesino, a lo que ella contesta que sí, que tiene una pista.
Marthita va a la biblioteca a escuchar el final de la grabación y se da cuenta del plan de los
primos. En el salón Violeta lee el testamento, donde se establece que si Floripondio muere
asesinado, su fortuna irá a la beneficencia.
Marthita le pregunta al mayordomo quienes son Girasol, Crisantemo y Mastuerzo, pero él se niega a
decirle. Ella observa a un trío que parece sospechoso y ellos se dan cuenta. Ella le da a Gloria la
cinta con la grabación y va hacia ellos para confirmar. Luego se dirige al pasillo secreto, a donde
la siguen los primos, y más atrás, Canuto. Gloria sale del salón a esconder la cinta.
En el pasillo secreto Marthita saca una pistola y amaga a los primos, pero Canuto le desvía el arma
y le confiesa que él fue el que disparó, con balas de salva, para hacerla quedar en ridículo y
alejarla de Manolín y Pompín. Los primos y el mayordomo atan y amordazan a Marthita y a Canuto, y
los esconden en el armario. Al acercarse al pasillo secreto, Manolín y Pompín escuchan ruidos, por
lo que entran a ver, pero ya no encuentran a nadie.
Los primos interrogan y amenazan a Marthita y a Canuto para que digan quién los envió. Manolín
sigue buscando, mientras en el salón los parientes se lamentan de que no les haya dejado nada
Floripondio. En eso se va la luz y sale Floripondio con una manta en la cabeza, por lo que todos
huyen asustados. Manolín se asusta por la llegada de la sirvienta, y luego de Floripondio. Pompín
está cerca del armario secreto y lo abre casualmente, así que los primos y el mayordomo salen de
ahí. A la salida los esperan Manolín y Pompín y los dejan fuera de combate, por lo que Manolín
puede pasar a desatar a Marthita y a Canuto.
La policía llega en compañía de Gloria, y atrapan a los primos conspiradores. Después Marthita
corta a Canuto, echándoselo a Violeta. Canuto acepta al enterarse de que ella es la heredera
universal.
La "Gata Veloz" declara que ella y Manolín se van a casar, y Manolín se emociona. Pero ella dice
que a cazar bandidos.

## Elenco
- Manuel Palacios «Manolín» como Manolín.
- Pompín Iglesias como Pompín.
- Martha Roth como Martha Muñiz.
- Martha Elena Cervantes como Gloria.
- Polo Ortín como Canuto.
- Susana Cabrera como Violeta del Valle.
- Nacho Contla como Don Floripondio del Valle.
- Miguel Arenas como Sr. Gorostiza.
- Quintín Bulnes como Crisantemo.
- León Barroso como Girasol.
- Guillermo Bravo Sosa como Mastuerzo.
- Lupe Carriles como Ruperta.
- María Luisa Cortés como Invitada a fiesta.
- Enrique de Peña como Invitado a fiesta.
- Mario García 'Harapos' como Ladrón.
- Guillermo Hernández como Novio de Rosenda.
- Vicente Lara como Ciego.
- Francisco Reiguera como Mayordomo.
- Carlos Robles Gil como Sr. de la Higuera.
- Ángela Rodríguez como Invitada a fiesta.
- Mario Sevilla como Invitado a fiesta.
- Rafael Torres como Empleado de oficina.